# Edward Blyth
Edward Blyth, född 23 december 1810 i London, död 27 december 1873, var en engelsk  zoolog och apotekare. Han var en av grundarna av zoologi i Indien.
1841 reste Bly till Indien för att bli intendent på Kungliga Brittiska Asiatiska sällskapets museum i Bengal. Han satte igång att aktualisera museets kataloger, och publicerade en katalog över Asiatiska sällskapets fåglar (Catalogue of the Birds of the Asiatic Society) 1849. Han var själv förhindrad att göra så mycket fältarbeten själv, men erhöll och beskrev fågelfynd från Hume, Tickell, Swinhoe och andra. Han blev kvar som intendent till 1862, då dålig hälsa tvingade honom att återvända till England. Hans bok The natural history of the Cranes publicerades postumt 1881.
Bland de fåglar som (i sina engelska namn) bär hans namn finns Blyth's Hawk-eagle, Blyth's Reed Warbler, Southern Blyth's Leaf-Warbler och Blyth's Pipit.